# Rambla de les Truites
La rambla de les Truites, riu de les Truites o rambla de Sellumbres, és un afluent del Calders que naix a la població aragonesa de Mosquerola (a la comarca de Gúdar-Javalambre) i desemboca al riu de Calders, en el terme del municipi valencià de Cinctorres (els Ports). Es tracta, per tant, d'un riu fronterer entre Aragó i el País Valencià, d'ací les seues diferents denominacions: a la part aragonesa és conegut com a rambla o riu de les Truites (Truchas en castellà) i a la valenciana com a rambla de Sellumbres.
Té una llargada d'uns 50 i 60 km aproximadament i naix a una altitud considerable (1.600-1.700 m), on es forma un preciós i petit llac, un espai de gran interès per la confluència de dos barrancs de cabal irregular, que està format per materials calcaris i condicionen la presència de vegetació de ribera i altres espècies. En el curs baix, entre les poblacions de Castellfort, Cinctorres i Portell de Morella està protegit amb la figura de paratge natural municipal (vegeu Paratge Natural Municipal de la Rambla de Sellumbres). És una zona en la qual dominen els boscs de pi roig i el boix.
El règim fluvial és irregular, variable segons les estacions de l’any, principalment en primavera quan es produeixen els desgels de les nevades hivernals, i en la tardor.